# Cadel Evans Great Ocean Road Race

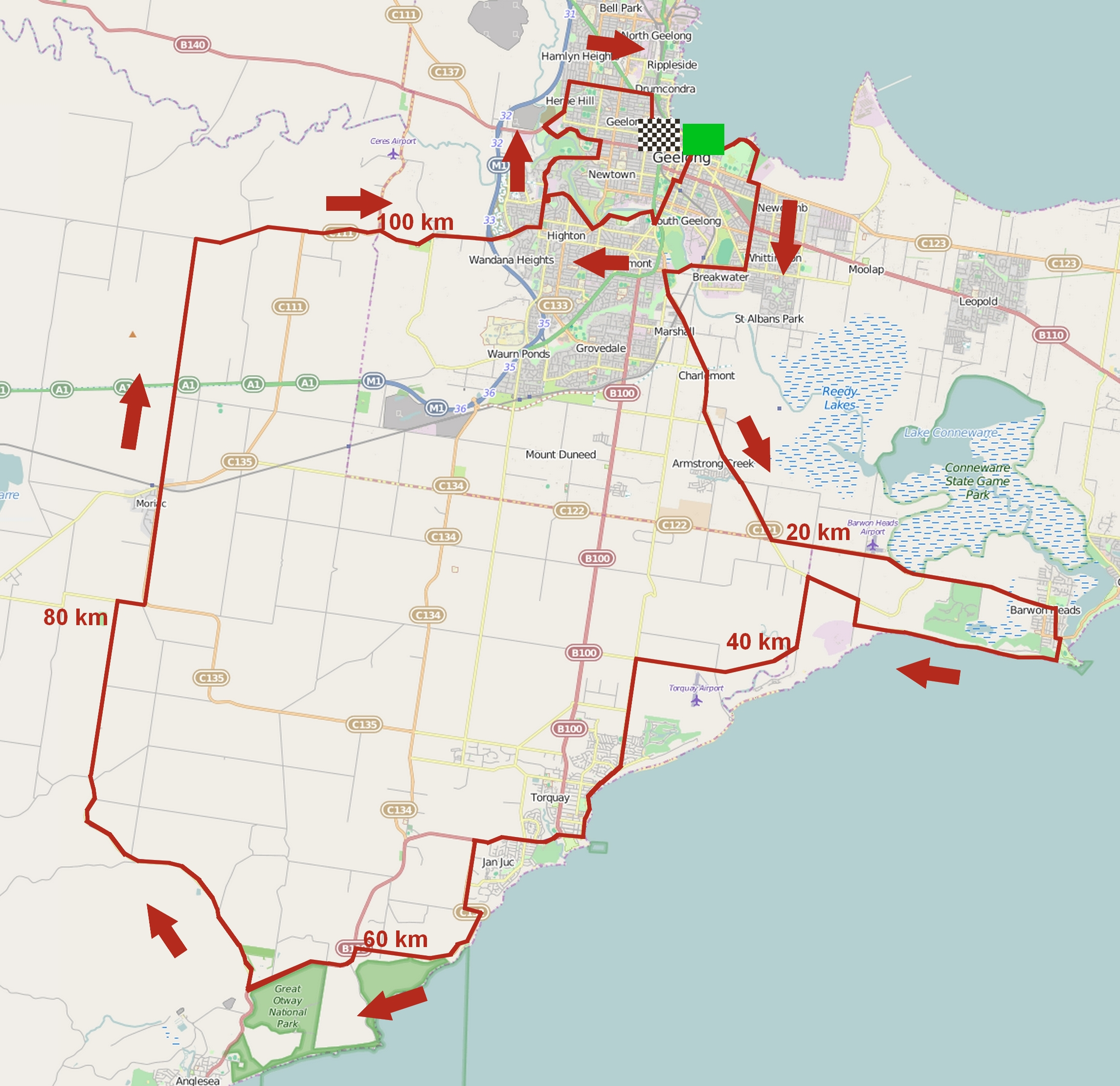
Die Strecke der Erstaustragung im Jahr 2015

Das Cadel Evans Great Ocean Road Race ist ein australisches Straßenradrennen. Es gilt als Australiens größtes Eintagesrennen und findet seit dem Jahr 2015 am Anfang der Saison in Geelong statt. Das Rennen geht auf Cadel Evans zurück, der die Tour de France im Jahr 2011 und die Straßen-Weltmeisterschaften 2009 gewann. Seit dem Jahr 2017 zählt das Rennen zur UCI WorldTour, der höchsten Serie im Straßenradsport der Männer.

## Geschichte

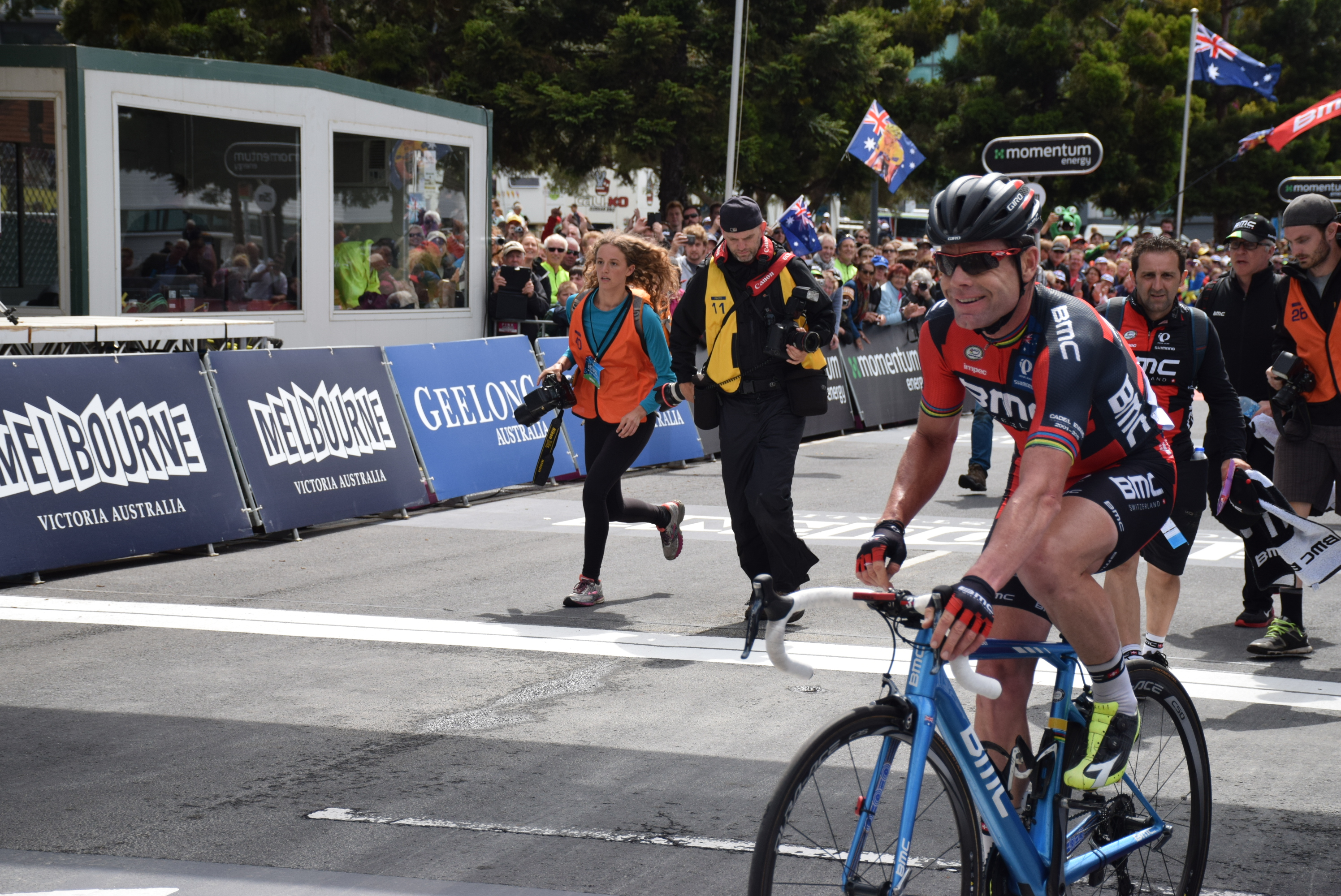
Cadel Evans bei seinem Abschlussrennen

Die erste Austragung am 1. Februar 2015 war zugleich das letzte Straßenrennen, des namensgebenden Fahrers Cadel Evans. Als Start- und Zielort diente Geelong, wo bereits im Jahr 2010 die UCI-Straßen-Weltmeisterschaften stattgefunden hatten. Zunächst wurde eine große Runde über Barwon Heads, den Heimatort von Cadel Evans absolviert, ehe drei Runden auf einem hügligen Rundkurs gefahren wurden. Als Herzstück des Rundkurses diente bereits damals die Challambra Cres (121 m), die bis heute ein fixer Bestandteil des Rennens ist. Cadel Evans erreichte das Ziel bei seinem letzten Rennen als fünfter, während dem Belgier Gianni Meersman der Premierensieg gelang. Bereits die erste Austragung war Teil der UCI Oceania Tour und wurde als Rennen der 1.1 Kategorie geführt. Das Frauenrennen hingegen war kein UCI-Wettbewerb.
In den anschließenden Jahren stieg das Rennen zunächst in die 1. HC-Kategorie auf, ehe es im Jahr 2017 in die UCI WorldTour aufgenommen wurde. Das Cadel Evans Great Ocean Road Race wurde stets eine Woche nach der Tour Down Under ausgetragen, wodurch bereits in den ersten Jahren zahlreiche UCI WorldTeams an den Start des Eintagesrennen gingen. Da das Rennen erst nach dem Jahr 2016 ins Programm der WorldTour aufgenommen wurde, sind die WorldTeams jedoch zu keinem Start verpflichtet. Im Jahr 2016 wurde auch das Frauenrennen als UCI Rennen anerkannt und stieg über die Jahre von der 1.2 in die 1.1 Kategorie auf. Mit dem Jahr 2020 wurde das Cadel Evans Great Ocean Road Race der Frauen in die UCI Women’s WorldTour aufgenommen. In den Jahren 2021 und 2022 musste sowohl das Männer- als auch das Frauenrennen aufgrund der COVID-19-Pandemie abgesagt werden.

## Nebenveranstaltungen
Im Jahr 2020 wurde am Donnerstag vor dem Cadel Evans Great Ocean Road Race ein Kriterium unter dem Namen Race Torquay für Männer und Frauen ausgetragen. Das Rennen war Teil der UCI Oceania Tour (1.1 Kategorie). Durch die COVID-19-Pandemie musste das Rennen in den Jahren 2021 und 2022 abgesagt werden. Seit 2024 läuft die Veranstaltung unter dem Namen Surf Coast Classic.
Neben den Radrennen der Elitesportler findet jährlich mit dem People’s Ride eine Veranstaltung für Hobbyfahrer statt. Dabei können die Teilnehmer zwischen drei Strecken (35, 50 und 125 Kilometer) wählen, wobei die längste Distanz über dieselben Straßen wie das Cadel Evans Great Ocean Road Race führt. Cadel Evans nimmt nach seinem Karriere ebenfalls an den Ausfahrten teil.

## Palmarès
| Jahr | Sieger           | Zweiter            | Dritter           |          |
| ---- | ---------------- | ------------------ | ----------------- | -------- |
| 2015 | Gianni Meersman  | Simon Clarke       | Nathan Haas       |          |
| 2016 | Peter Kennaugh   | Leigh Howard       | Niccolò Bonifazio |          |
| 2017 | Nikias Arndt     | Simon Gerrans      | Cameron Meyer     |          |
| 2018 | Jay McCarthy     | Elia Viviani       | Daryl Impey       |          |
| 2019 | Elia Viviani     | Caleb Ewan         | Daryl Impey       |          |
| 2020 | Dries Devenyns   | Pavel Sivakov      | Daryl Impey       |          |
| 2021 | abgesagt         | abgesagt           | abgesagt          | abgesagt |
| 2022 | abgesagt         | abgesagt           | abgesagt          | abgesagt |
| 2023 | Marius Mayrhofer | Hugo Page          | Simon Clarke      |          |
| 2024 | Laurence Pithie  | Natnael Tesfatsion | Georg Zimmermann  |          |
| 2025 | Mauro Schmid     | Aaron Gate         | Laurence Pithie   |          |